# Roccia montonata

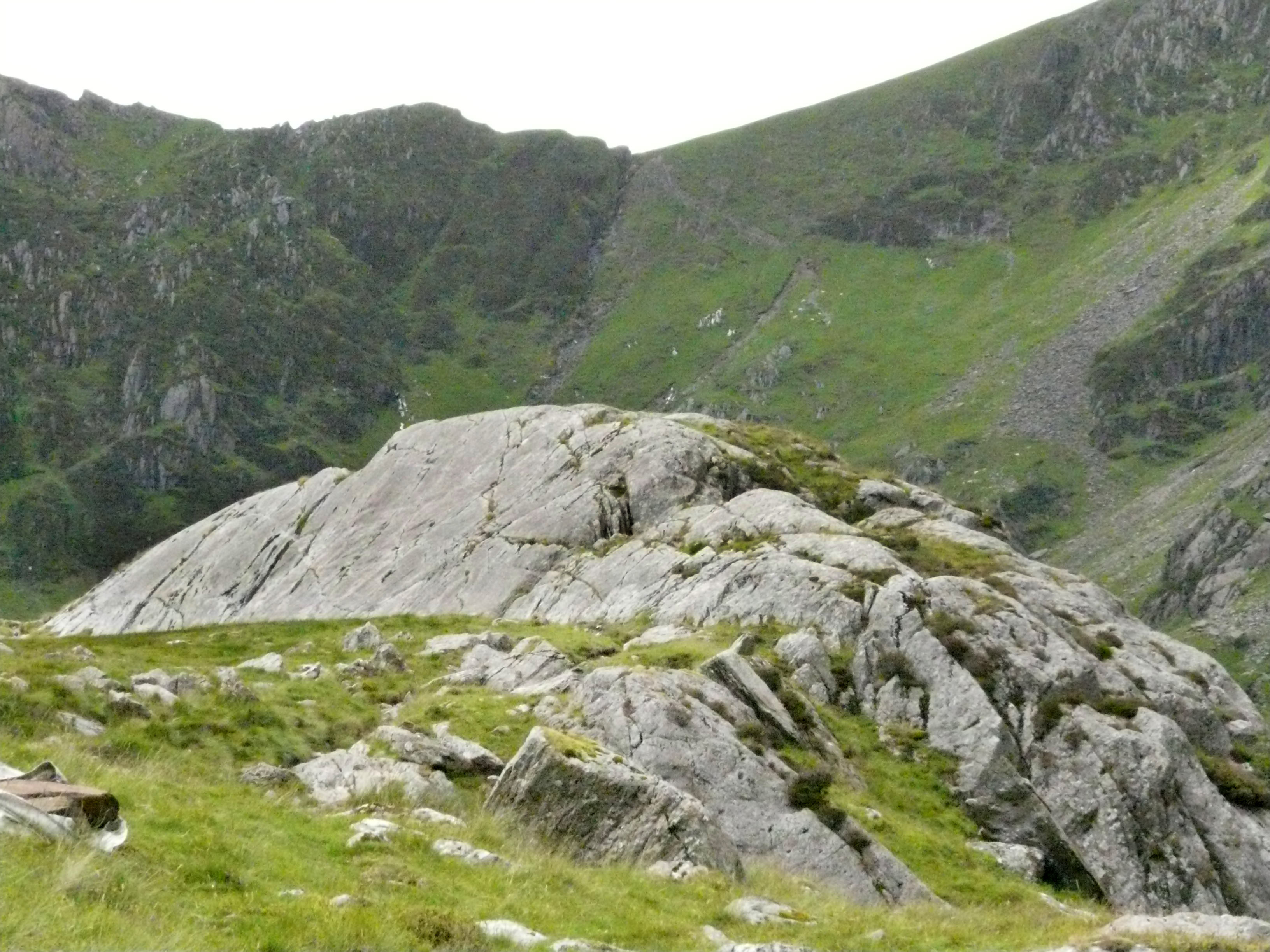
Roccia montonata nei pressi di Llyn Cau, sul monte Cadair Idris, nel Galles. La direzione del movimento glaciale va da sinistra a destra.

In glaciologia, una roccia montonata o  roche moutonnée  (in inglese sheepback) è un particolare tipo di formazione rocciosa generata dal passaggio di un ghiacciaio. 
Il ghiacciaio in movimento può erodere il suolo fino ad arrivare al substrato roccioso, dando luogo a formazioni rocciose di struttura asimmetrica, arrotondate a monte cioè dal lato che subisce la spinta del ghiaccio in movimento, e che in genere si assottigliano e sfilacciano in modo irregolare a valle, dove si esaurisce la spinta data dal movimento del ghiacciaio. Questi effetti erosionali possono estendersi su scale che vanno dal metro fino a qualche centinaio di metri.

## Etimologia
L'esploratore alpino svizzero del XVIII secolo, Horace-Bénédict de Saussure, coniò il termine roches moutonnées nel 1786. Egli vide in queste rocce una somiglianza con le parrucche che erano di moda a quel tempo tra i nobili francesi e che erano lisciate nella parte superiore con il grasso di montone (e perciò 'moutonnée', "montonate") in modo da mantenere i capelli a posto.

## Caratteristiche

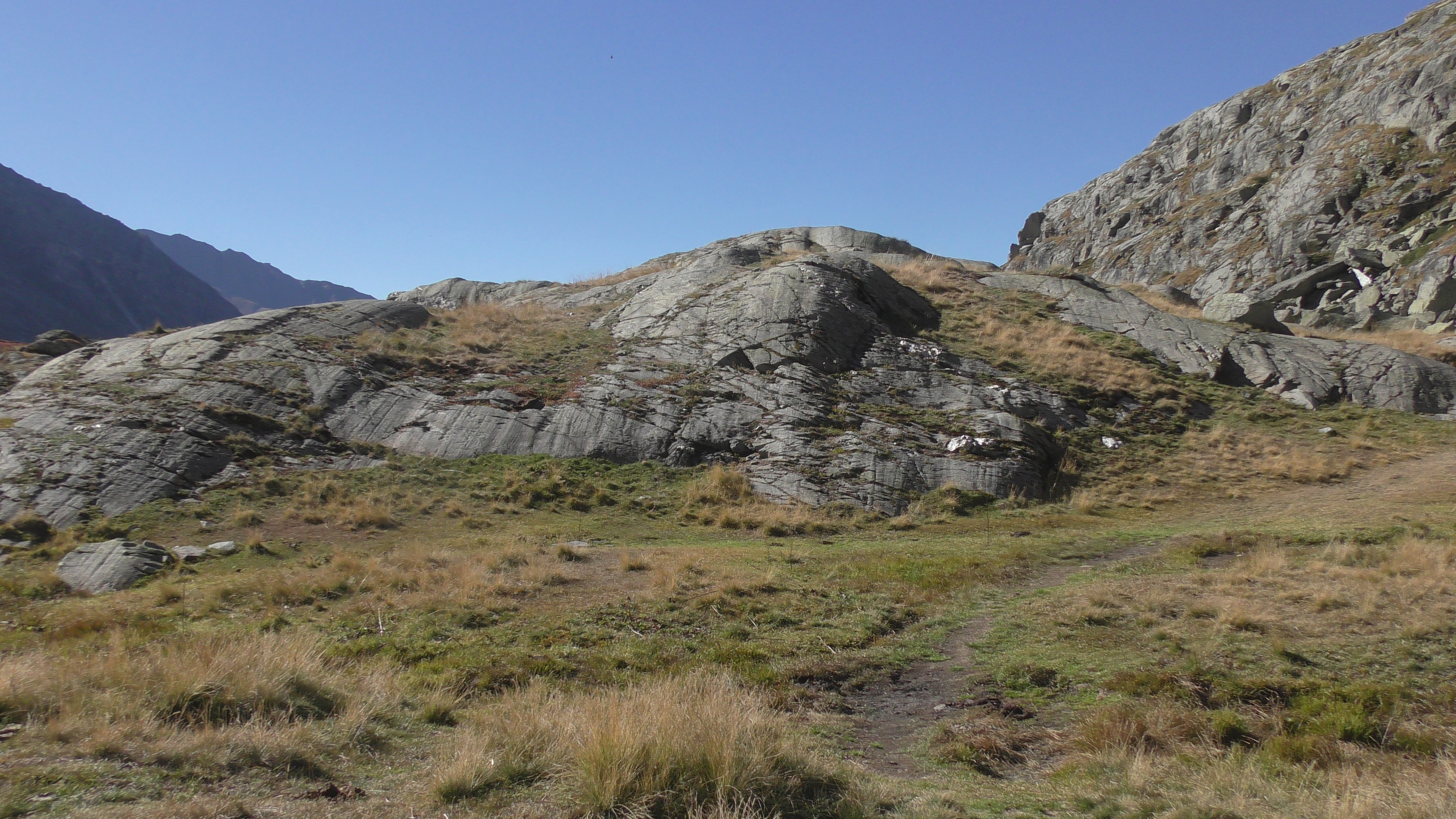
Roccia montonata con evidenti striature glaciali. Il ghiacciaio proveniva dal lato da cui è stata scattata la foto. Vallone della Savine, Lanslebourg-Mont-Cenis (Francia)

L'aspetto contrastante tra il lato sottoposto alla spinta del ghiaccio e il lato dove invece la spinta è in fase di scarica, è molto ben definito nelle rocce montonate. I fianchi e i bordi sono levigati ed erosi lungo la direzione di scorrimento del ghiacciaio e spesso sono segnati dalla presenza di striature glaciali. 
Il lato a valle nella direzione del flusso glaciale è ruvido e scosceso essendo stato originato dall'escavazione glaciale, un processo erosivo che inizia quando il ghiaccio fonde lentamente a causa della pressione e l'acqua di fusione si infiltra nelle fratture della roccia. Quando l'acqua si ricongela, la roccia resta attaccata al ghiacciaio. Ma dato che il ghiacciaio continua la sua progressione in avanti, la roccia è soggetta ad un processo crioclastico che ne strappa via dei pezzetti. L'azione di lacerazione sul lato a valle della roccia ha un effetto erosionale maggiore che sul lato a monte.
Da notare che il profilo laterale di una roccia montonata è opposto a quello di un drumlin. In un drumlin infatti, il lato ripido è quello di fronte al ghiacciaio che si avvicina e non quello sul bordo di uscita del flusso.
Gli esempi di dimensioni maggiori sono noti in Svezia dove vengono chiamati flyggbergs. Le formazioni rocciose dove manca il lato ripido e stirato nella direzione di uscita del flusso vengono definite a dorso di balena.